# Садек Хан Занд
Садек Хан Занд (*д/н —1782) — шах Ірану в 1779—1782.

## Життєпис

### Військовик Карім-хана
Походив з династії Зандів. Син Інак-хана і Бай-аки. Про молоді роки нічого невідомо. У 1730-х війська Інак-хана зазнали поразки від Надер Шаха й вимушені були визнати зверхність останнього.
Надалі Інак-хан, його син Мухаммед Садек служили у війську Надир Шаха. Потім Мухаммед Садек брав участь у походах свого стрийка Карім Хан Занда.
У 1757 призначено сардаром (військовим намісником) Фарса.
У 1773 з початком війни з Османською імперією Мухаммед Садек, який став зватися Садек-ханом, очолив військо у 30 тис. вояків. У 1775 році він взяв в облогу Басру. Він зумів відбити напад флотилії султана Маската, союзника османів, та змусив евакуюватися війська Британської Ост-Індської компанії. На бік Садек-хана перейшли арабські шиїтські племена. Зрештою у квітні 1776 Басру було захоплено. після цього було захоплено південний Ірак.

### Правління
У 1779 після смерті Карим Хан Занда Сандек-хан рушив до Ширазу, маючи намір вступити в боротьбу за владу. Після отримання звістки про смерть Закі-хана, 19 червня 1779 проголосив Аболь-Фатха єдиним офіційним правителем Ірану. Садек-хан мав реальну владу, в той час, як Аболі-Фатх, жив собі у задоволення і не брав ніякої участі в управлінні Іраном.
22 серпня після смерті Аболь-Фатха Садек-хан став новим володарем. Втім вимушений у 1780 році стикнутися з повстанням Алі Мурад-хана, який переміг Алі Накі-хана, сина Садек-хана, у битві при Ісфагані. Після цього вороги взяли в облогу Садек-хана в Ширазі. Облога тривала 8 місяців — до 2 березня 1782 року. Незабаром Садек-хана страчено разом з 6 синами. Новим правителем став Алі Мурад-хан.